# SU(2)
In der Mathematik ist {\displaystyle \operatorname {SU} (2)} die spezielle unitäre Gruppe der Ordnung 2, d. h. die lineare Gruppe der unitären {\displaystyle (2\times 2)}-Matrizen mit Determinante 1. Sie ist (zusammen mit der Drehgruppe {\displaystyle \operatorname {SO} (3)}, deren zweifache Überlagerung sie ist) eine einfache nichtabelsche kompakte Lie-Gruppe.
Die Gruppe {\displaystyle \operatorname {SU} (2)} spielt eine wichtige Rolle in der Physik, unter anderem im Standardmodell der Elementarteilchenphysik und in der Quantenmechanik, wo sie auch als komplexe Dreh-Gruppe (Gruppe der „komplexen Drehungen“ des  zweidimensionalen komplexen Raumes {\displaystyle \mathbb {C} ^{2}}) oder Spin-Gruppe bezeichnet wird. Bündel mit Strukturgruppe {\displaystyle \operatorname {SU} (2)} werden in der Theorie der 4-Mannigfaltigkeiten zur Definition der Donaldson-Invarianten und in der Theorie der 3-Mannigfaltigkeiten zur Definition der Casson-Invariante und der Instanton-Floer-Homologie verwendet.

## Definition
Die {\displaystyle \operatorname {SU} (2)} ist die Gruppe der unitären {\displaystyle (2\times 2)}-Matrizen mit Determinante 1:
{\displaystyle \operatorname {SU} (2)={\bigl \{}A\in {\text{Mat}}(2,\mathbb {C} ):A{\bar {A}}^{T}={\bar {A}}^{T}A=1,\det(A)=1{\bigr \}}\subset {\text{Mat}}(2,\mathbb {C} )}.
Alle Matrizen aus {\displaystyle \operatorname {SU} (2)} sind von der Form
{\displaystyle {\begin{pmatrix}z_{1}&z_{2}\\-{\overline {z}}_{2}&{\overline {z}}_{1}\end{pmatrix}}} mit {\displaystyle \vert z_{1}\vert ^{2}+\vert z_{2}\vert ^{2}=1}.
{\displaystyle \operatorname {SU} (2)} ist eine Lie-Gruppe. Sie ist die einfachste nichtabelsche Lie-Gruppe.
Die Lie-Algebra {\displaystyle {\mathfrak {su}}(2)} der Lie-Gruppe {\displaystyle \operatorname {SU} (2)} ist die Lie-Algebra der schiefhermiteschen {\displaystyle (2\times 2)}-Matrizen
{\displaystyle {\mathfrak {su}}(2)={\bigl \{}A\in {\text{Mat}}(2,\mathbb {C} ):A+{\bar {A}}^{T}=0,\operatorname {tr} (A)=0{\bigr \}}\subset {\text{Mat}}(2,\mathbb {C} )}.
Alle Matrizen aus {\displaystyle {\mathfrak {su}}(2)} sind von der Form
{\displaystyle {\begin{pmatrix}ia&-{\bar {z}}\\z&-ia\end{pmatrix}}} mit {\displaystyle a\in \mathbb {R} ,z\in \mathbb {C} }.

## Topologie
- Die Lie-Gruppe {\displaystyle \operatorname {SU} (2)} ist eine kompakte Lie-Gruppe.

- Sie ist zusammenhängend und einfach zusammenhängend.

- Wie jede Lie-Gruppe ist sie parallelisierbar.

- Sie ist diffeomorph zur 3-Sphäre {\displaystyle S^{3}}, der Diffeomorphismus ist gegeben durch

{\displaystyle {\begin{pmatrix}z_{1}&z_{2}\\-{\bar {z}}_{2}&{\bar {z}}_{1}\end{pmatrix}}\mapsto (z_{1},z_{2})\in S^{3}\subset \mathbb {C} ^{2}}.

## SU(2) als Spin-Gruppe
{\displaystyle \operatorname {SU} (2)} ist eine 2-fache Überlagerung der Drehgruppe {\displaystyle \operatorname {SO} (3)}, sie realisiert also die Spin-Gruppe {\displaystyle \operatorname {Spin} (3)}. Die natürliche Operation von {\displaystyle \operatorname {SU} (2)} auf {\displaystyle \mathbb {C} ^{2}} ist eine sog. Spinordarstellung.
Explizit wird die Überlagerung gegeben durch die adjungierte Darstellung von {\displaystyle \operatorname {SU} (2)} auf ihrer 3-dimensionalen Lie-Algebra {\displaystyle {\mathfrak {su}}(2)}. Diese lässt die Killing-Form {\displaystyle B} und damit auch {\displaystyle -B} invariant. Weil {\displaystyle -B} positiv definit ist, ist die Gruppe der {\displaystyle -B} erhaltenden linearen Abbildungen isomorph zu {\displaystyle O(3)}. Man kann zeigen, dass die so definierte Abbildung eine 2-fache Überlagerung {\displaystyle \operatorname {SU} (2)\to \operatorname {SO} (3)} definiert.

## Pauli-Matrizen und Komplexe Drehungen
Die Pauli-Matrizen lauten
{\displaystyle \sigma _{1}={\begin{pmatrix}0&1\\1&0\end{pmatrix}},\quad \sigma _{2}={\begin{pmatrix}0&-\mathrm {i} \\\mathrm {i} &0\end{pmatrix}},\quad \sigma _{3}={\begin{pmatrix}1&0\\0&-1\end{pmatrix}}.}
Die imaginären Vielfachen {\displaystyle \mathrm {i} \sigma _{j},j=1,2,3} sind Elemente der Lie-Algebra {\displaystyle {\mathfrak {su}}(2)}. Es gilt
{\displaystyle \operatorname {SU} (2)=\left\{\left.\exp \left(-{\tfrac {\mathrm {i} }{2}}{\vec {\alpha }}\cdot {\vec {\sigma }}\right)\right|{\vec {\alpha }}\in \mathbb {R} ^{3}\right\}}
mit reellen Vektorkomponenten {\displaystyle \alpha _{1},\,\alpha _{2}} und {\displaystyle \alpha _{3}}, den „Drehwinkeln“  ({\displaystyle \alpha _{3}} durchläuft beispielsweise das Intervall {\displaystyle [-2\pi ,+2\pi ]}), und mit den in die  drei Pauli-Matrizen umgewandelten Basiselementen der Quaternionen, also dem aus den drei 2x2-Pauli-Matrizen gebildeten formalen Drei-Vektor {\displaystyle {\vec {\sigma }}}  (in der Sprache der Physik: „dem doppelten(!)  Spindrehimpuls-Operator“). Der Punkt bedeutet das formale Skalarprodukt, {\displaystyle {\vec {\alpha }}\cdot {\vec {\sigma }}=\alpha _{1}\sigma _{1}+\alpha _{2}\sigma _{2}+\alpha _{3}\sigma _{3}}. Der scheinbar nur physikalisch motivierte Faktor 1/2 hat mathematisch u. a. zur Folge, dass sich die Spinoren im Gegensatz zu Vektoren nicht schon bei Drehungen um 2π  (=360 o), sondern erst bei dem doppelten  Wert reproduzieren. Dagegen erhält man die gewöhnliche Drehgruppe im dreidimensionalen reellen Raum, die  SO(3), indem man {\displaystyle {\vec {\sigma }}/2} durch den Ortsdrehimpuls-Operator {\displaystyle {\vec {\mathcal {L}}}} ersetzt (ausgedrückt durch Differentialquotienten, z. B. {\displaystyle {\mathcal {L}}_{3}={\tfrac {\partial }{\mathrm {i} \,\partial \varphi }}}). Dabei wurde {\displaystyle \hbar }, die reduzierte Plancksche Konstante, wie üblich durch Eins ersetzt, und {\displaystyle \varphi } ist der Azimutalwinkel (Drehung um die z-Achse). Jetzt reicht die Drehung um 360 o aus, um eine gewöhnliche Funktion – statt eines Spinors – zu reproduzieren.
In diesem Sinne wird die Gruppe der komplexen Drehungen {\displaystyle \operatorname {SU} (2)} also von den Pauli-Matrizen „erzeugt“, was in der Quantenmechanik speziell in der Theorie des Spindrehimpulses Anwendung findet.

## SU(2) als Gruppe der Einheitsquaternionen
Jede Quaternion {\displaystyle x\in \mathbb {H} } lässt sich eindeutig in der Form
{\displaystyle x_{0}+x_{1}\mathrm {i} _{\mathbb {H} }+x_{2}\mathrm {j} _{\mathbb {H} }+x_{3}\mathrm {k} _{\mathbb {H} }}
mit reellen Zahlen {\displaystyle x_{0}}, {\displaystyle x_{1}}, {\displaystyle x_{2}}, {\displaystyle x_{3}} schreiben. Der Betrag einer Quaternion ist definiert durch
{\displaystyle |x|={\sqrt {x_{0}^{2}+x_{1}^{2}+x_{2}^{2}+x_{3}^{2}}}}.
Die Gruppe der Einheitsquaternionen
{\displaystyle \left\{x\in \mathbb {H} :|x|=1\right\}}
ist isomorph zu {\displaystyle \operatorname {SU} (2)}, unter dem Isomorphismus entsprechen sich
{\displaystyle 1\mapsto {\begin{pmatrix}1&0\\0&1\end{pmatrix}},\quad \mathrm {i} _{\mathbb {H} }\mapsto {\begin{pmatrix}\mathrm {i} &0\\0&-\mathrm {i} \end{pmatrix}},\quad \mathrm {j} _{\mathbb {H} }\mapsto {\begin{pmatrix}0&1\\-1&0\end{pmatrix}},\quad \mathrm {k} _{\mathbb {H} }\mapsto {\begin{pmatrix}0&\mathrm {i} \\\mathrm {i} &0\end{pmatrix}}}.

## Endliche Untergruppen der SU(2)
Die endlichen Untergruppen wurden von Felix Klein klassifiziert.
Jede endliche Untergruppe ist isomorph zu einer der folgenden Untergruppen der {\displaystyle \operatorname {SU} (2)}:
- der zyklischen Gruppe erzeugt von der Diagonalmatrix

{\displaystyle {\rm {{diag}(\exp(2\pi {\rm {i/{\it {n{\rm {),\exp(-2\pi {\rm {i/{\it {n{\rm {))}}}}}}}}}}}}}}},
- der Diedergruppe erzeugt von

{\displaystyle {\rm {{diag}(\exp(\pi {\rm {i/{\it {n{\rm {),\exp(-\pi {\rm {i/{\it {n{\rm {))}}}}}}}}}}}}}}} und {\displaystyle \left({\begin{array}{cc}0&{\rm {i}}\\{\rm {i}}&0\end{array}}\right)},
- dem Urbild der Symmetriegruppe eines der regelmäßigen platonischen Körper (also bis auf Dualität entweder des regelmäßigen Tetraeders, Oktaeders oder Ikosaeders) unter der Überlagerung {\displaystyle \operatorname {SU} (2)\to \operatorname {SO} (3)}.

Diese Untergruppen entsprechen den Dynkindiagrammen {\displaystyle A_{n-1},D_{n+2},E_{6},E_{7},E_{8}}. Siehe auch Quaternion#Die endlichen Untergruppen.

## Differentialgeometrie
Das negative der Killing-Form definiert eine bi-invariante Riemannsche Metrik auf {\displaystyle \operatorname {SU} (2)}, ihre Schnittkrümmung ist konstant {\displaystyle 1}. Die {\displaystyle \operatorname {SU} (2)} ist also isometrisch zur 3-dimensionalen Einheitssphäre.

## Darstellungstheorie
Die Lie-Algebra {\displaystyle {\mathfrak {su}}(2)} ist eine reelle Form der Lie-Algebra {\displaystyle {\mathfrak {sl}}(2,\mathbb {C} )}, d. h. {\displaystyle {\mathfrak {sl}}(2,\mathbb {C} )} ist die Komplexifizierung von {\displaystyle {\mathfrak {su}}(2)}. Alle Darstellungen von {\displaystyle {\mathfrak {su}}(2)} erhält man also durch Einschränkung von Darstellungen von {\displaystyle {\mathfrak {sl}}(2,\mathbb {C} )}. Insbesondere folgt aus der Klassifikation der Darstellungen von {\displaystyle {\mathfrak {sl}}(2,\mathbb {C} )}, dass es zu jeder natürlichen Zahl {\displaystyle m} eine bis auf Isomorphie eindeutige {\displaystyle (m+1)}-dimensionale irreduzible Darstellung der {\displaystyle {\mathfrak {su}}(2)} gibt.
Nach dem Zweiten Lie’schen Satz entsprechen die Lie-Algebren-Darstellungen von {\displaystyle {\mathfrak {su}}(2)} genau den Lie-Gruppen-Darstellungen von {\displaystyle \operatorname {SU} (2)}. Es gibt also zu jeder natürlichen Zahl {\displaystyle m} eine bis auf Isomorphie eindeutige {\displaystyle (m+1)}-dimensionale irreduzible Darstellung von {\displaystyle \operatorname {SU} (2)}. In der Physik wird diese als Spin-{\displaystyle {\tfrac {m}{2}}}-Darstellung bezeichnet.
Eine explizite Realisierung der {\displaystyle (m+1)}-dimensionalen Darstellung von {\displaystyle \operatorname {SU} (2)} geht wie folgt. Es sei {\displaystyle V_{m}} der Vektorraum der komplexwertigen homogenen Polynome vom Grad {\displaystyle m} in zwei Variablen, also der von {\displaystyle x^{m},x^{m-1}y,\ldots ,xy^{m-1},y^{m}} aufgespannte komplexe Vektorraum. Dann wirkt {\displaystyle A\in \operatorname {SU} (2)} auf {\displaystyle V_{m}} durch {\displaystyle (AP)(x,y):=P(A^{-1}(x,y))}.

## Physik
Die Drehimpulsalgebra ist isomorph zur Komplexifizierung der Lie-Algebra der {\displaystyle \operatorname {SU} (2)}.
Viele physikalische Situationen sind rotations-invariant und lassen sich also als Darstellungen der {\displaystyle \operatorname {SO} (3)} beschreiben, welche in der Regel unendlich-dimensional sind und sich aber in endlich-dimensionale irreduzible Darstellungen zerlegen lassen. Im Falle des Wasserstoffatoms entsprechen die Anzahlen der Zustände gleicher Energie gerade den Dimensionen dieser irreduziblen Darstellungen. Gewisse Effekte lassen sich aber nur erklären, wenn man die Dimensionen verdoppelt, also statt der SO(3)-Darstellungen die durch Tensorieren mit der Standarddarstellung {\displaystyle \mathbb {C} ^{2}} entstehenden SU(2)-Darstellungen betrachtet.
Die schwache Wechselwirkung und damit das Standardmodell der Elementarteilchenphysik ist {\displaystyle \operatorname {SU} (2)}-invariant.